# Tweed (tejido)

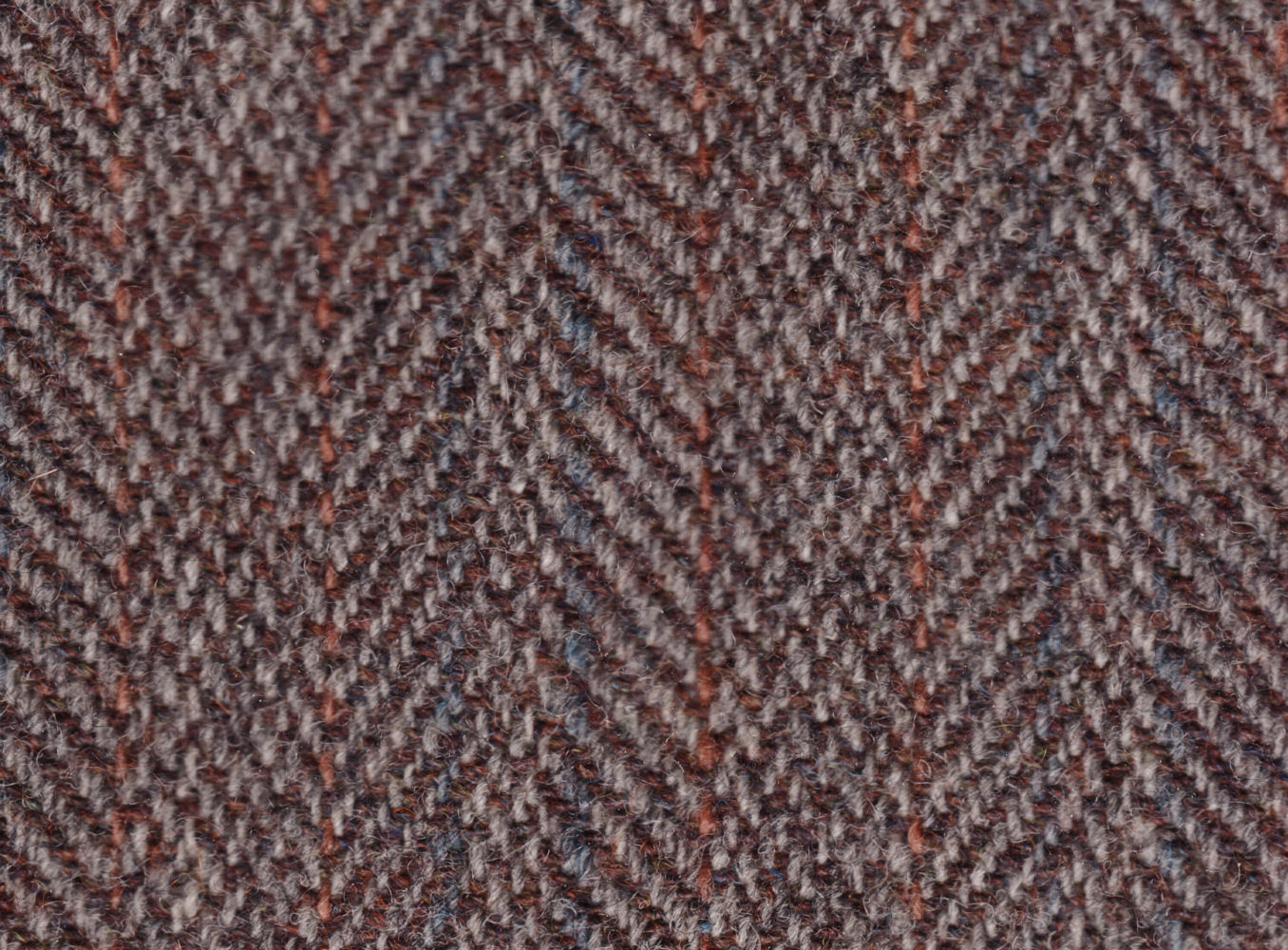
Tweed en acabado Harris, en forma de espina de pescado, de mediados del.

El tweed (palabra que proviene del río Tweed, de Escocia) es un tejido de lana áspera, cálido y resistente, originario de Escocia. La textura es calada y elástica, parecida a la del cheviot, pero más apretada. Se fabrica en liso o tejido de sarga y a menudo muestra el patrón en forma de espina de pescado, o herringbone. Se obtiene girando juntas varias hebras de lana de diferentes colores en un hilo de dos o tres capas. La pelusa que se crea en la superficie del tejido rechaza el agua. El tweed tiene distintos acabados: el Harris, el Donegal (irlandés), el Silk, entre otros.

## Utilización

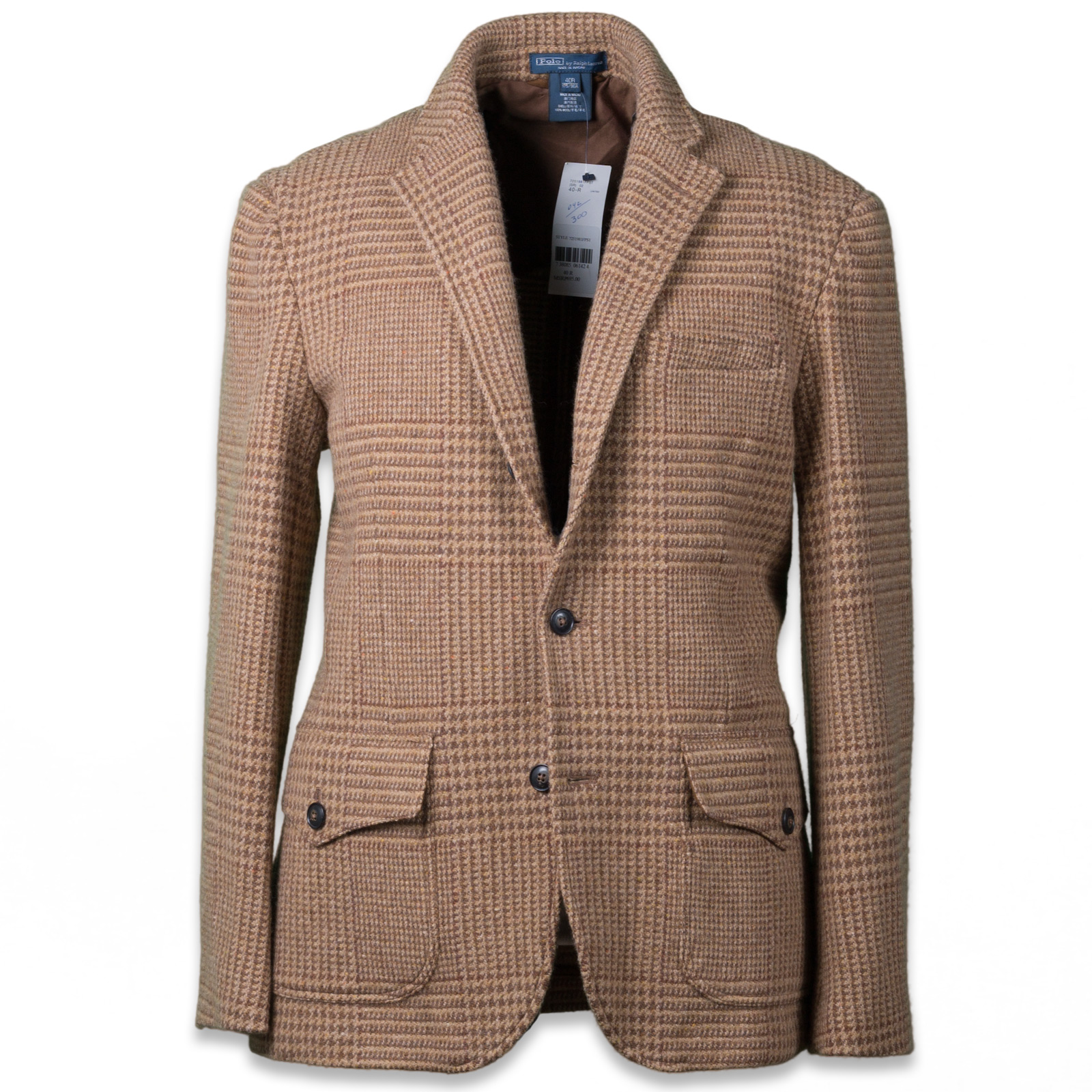
Chaqueta de tweed.

Tradicionalmente utilizado como prenda de vestir campestre por la clase alta como chaquetas de caza deportiva por su resistencia a la humedad y la lluvia, el tweed se hizo popular entre la clase media eduardiana, asociándose con las actividades de ocio de la élite. Debido a su durabilidad, las chaquetas de tweed Norfolk y bombachos eran una opción popular para los cazadores, ciclistas, golfistas y los primeros automovilistas, y a eso se debe, por ejemplo, la representación de Kenneth Grahame en el El viento en los sauces de Mr. Toad en un traje de Harris Tweed. Patrones populares incluyen la "pata de gallo", asociada con la moda de los años 1960, Windowpane, el tweed de agentes forestales usado por los académicos, la cuadrícula "Príncipe de Gales", originalmente encargado por Eduardo VII, y el herringbone.
En épocas modernas, los ciclistas pueden usar tweed cuando viajan en bicicletas clásicas en un Tweed Run. Esta práctica tiene sus raíces en la subcultura de jóvenes hipsters británicos de finales de la década de 2000 y principios de los 2010, cuyos partidarios aprecian tanto el tweed vintage como las bicicletas.

## Tejidos
- Harris Tweed: el tejido Harris es realizado a mano por los isleños de las islas de Harris, Lewis, Uist y Barra en las Hébridas Exteriores de Escocia, utilizando la lana local. Anteriormente, el Harris tweed teñido a mano con tintes naturales locales, especialmente de los líquenes del género Parmelia.

- Donegal tweed: un tweed tejido a mano fabricado en el condado de Donegal, Irlanda. Al igual que las Hébridas Exteriores, Donegal durante siglos ha estado produciendo tweed con materiales locales. Las ovejas prosperan en las colinas y pantanos de Donegal, y plantas autóctonas como las moras, el fuchsia, el ulex (Whins) y musgo proporcionaban los tintes.

- Tweed de seda: Un tejido de seda cruda con motas de colores típicos del tweed de lana.

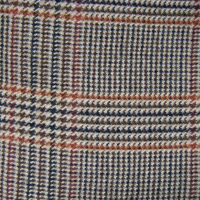
Cuadriculado Príncipe de Gales, utilizado con frecuencia para hacer sobretodos y chaquetas deportivas en la década de los 1950.
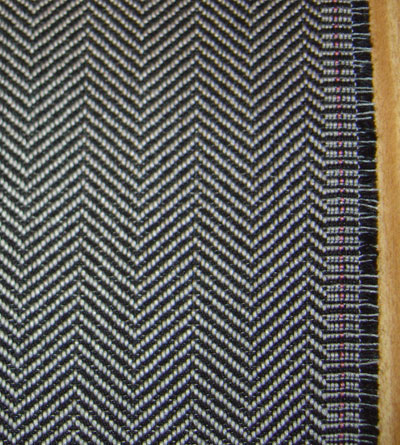
Ejemplo del patrón herringbone, una opción popular para trajes y prendas exteriores.
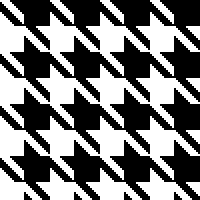
pata de gallo, la base de los tweed de los guardianes popular entre las clases altas de la década de 1860 hasta la década de 1930.
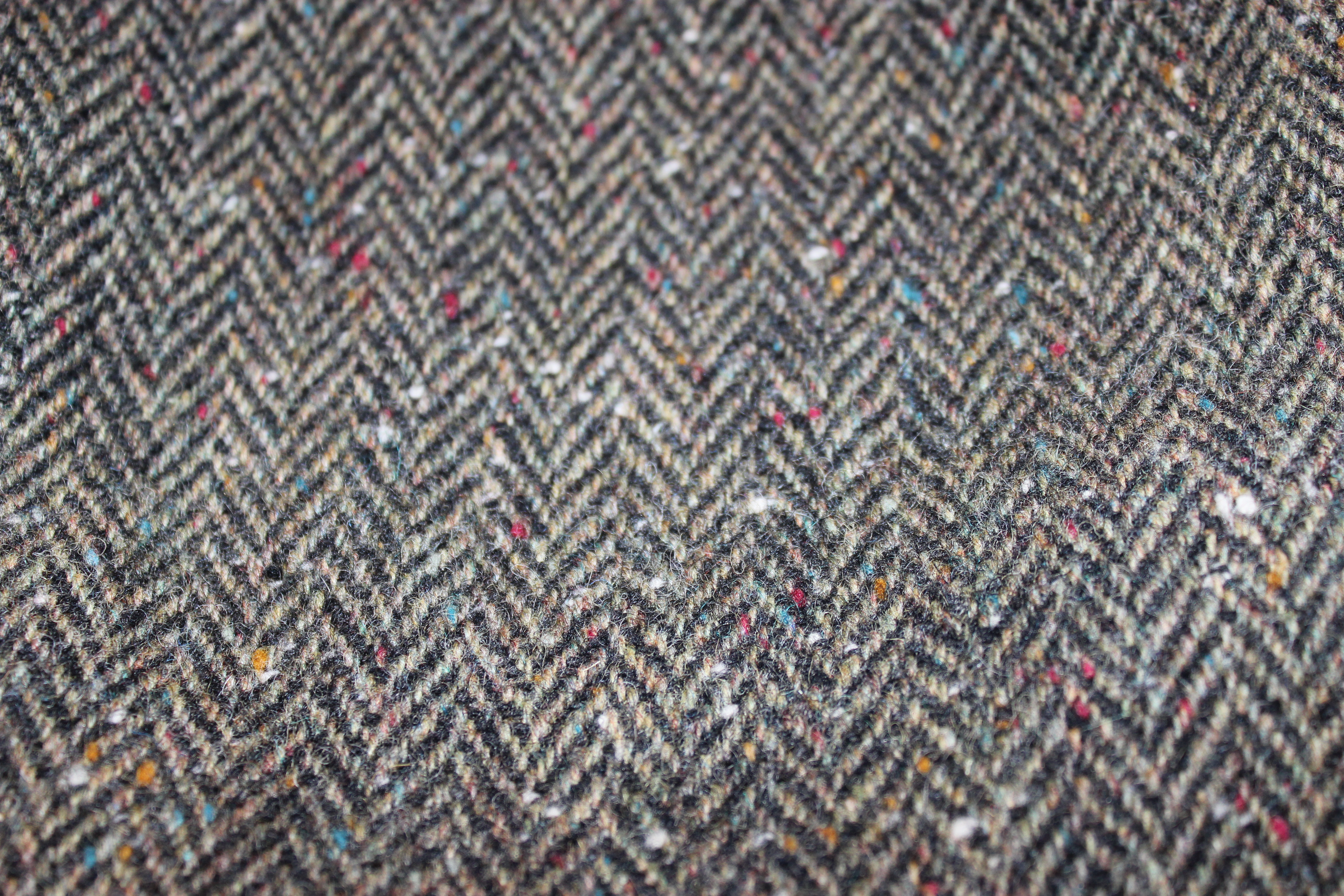
Donnegal tweed.
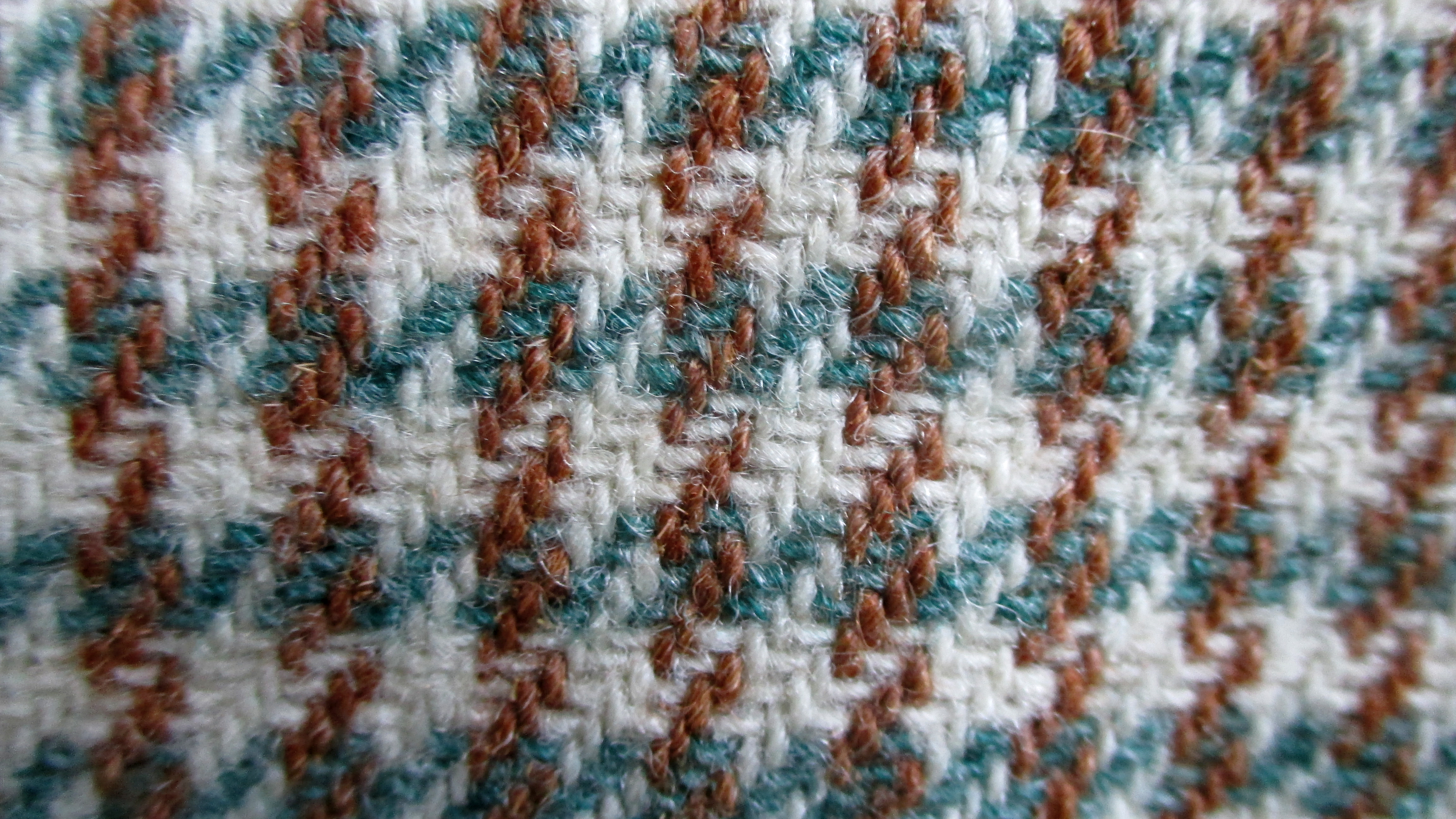
Tejido Harris.